# Connomyia briani
Connomyia briani là một loài ruồi trong họ Asilidae. Connomyia briani được Londt miêu tả năm 1993. Loài này phân bố ở vùng nhiệt đới châu Phi.